# Shake It Up (série télévisée)
Pour les articles homonymes, voir Shake It Up.
 (novembre 2013).
Si vous disposez d'ouvrages ou d'articles de référence ou si vous connaissez des sites web de qualité traitant du thème abordé ici, merci de compléter l'article en donnant les références utiles à sa vérifiabilité et en les liant à la section « Notes et références ».
Shake It Up est une série télévisée américaine en 78 épisodes de 23 minutes créée par Chris Thompson qui a été diffusée entre le 7 novembre 2010 et le 10 novembre 2013 sur Disney Channel.
En France, en Suisse et en Belgique, elle a été diffusée entre le 20 avril 2011 et le 1er janvier 2014 sur Disney Channel. Sur NRJ 12, elle est diffusée depuis le 8 mai 2011, au Québec depuis le 28 août 2012 sur VRAK.TVet depuis peu sur la plateforme Disney+.

## Synopsis
Cecilia « CeCe » Jones et Raquel « Rocky » Blue, deux jeunes filles de treize ans habitant Chicago (Illinois), partagent le même rêve : devenir danseuses professionnelles. Ce rêve devient réalité lorsqu'elles sont choisies pour pratiquer leur passion sur le plateau d'une émission très populaire: « Shake It Up Chicago ».
Rocky est une « intello », mais a beaucoup de goût en matière de mode et danse très bien. Quant à CeCe, elle est une rebelle qui a de très mauvaises notes au lycée à cause de sa dyslexie. Elle est aussi très bonne danseuse et a du goût en matière de mode. Même si elles sont différentes en tous points, les deux jeunes filles vivent dans le même immeuble et sont les meilleures amies du monde depuis toujours, ce qui va leur servir pour réaliser leurs rêves car la route qui mène à la célébrité est semée d'embûches.

## Distribution

### Acteurs principaux
- Zendaya Coleman (VFB : Cathy Boquet) : Raquel “Rocky” Blue
- Bella Thorne (VFB : Julie Basecqz) : Cecilia “CeCe” Jones
- Roshon Fegan (VFB : Gauthier de Fauconval) : Tyler “Ty” Blue
- Davis Cleveland (VFB : Arthur Dubois) : Flynn Jones
- Adam Irigoyen (VFB : David Scarpuzza) : Martin “Deuce” Martinez
- Caroline Sunshine (VFB : Béatrice Wegnez) : Tinka Hessenheffer (saison 2-3 - récurrent saison 1)
- Kenton Duty (VFB : Stéphane Pelzer) : Gunther Hessenheffer (saison 1-2)

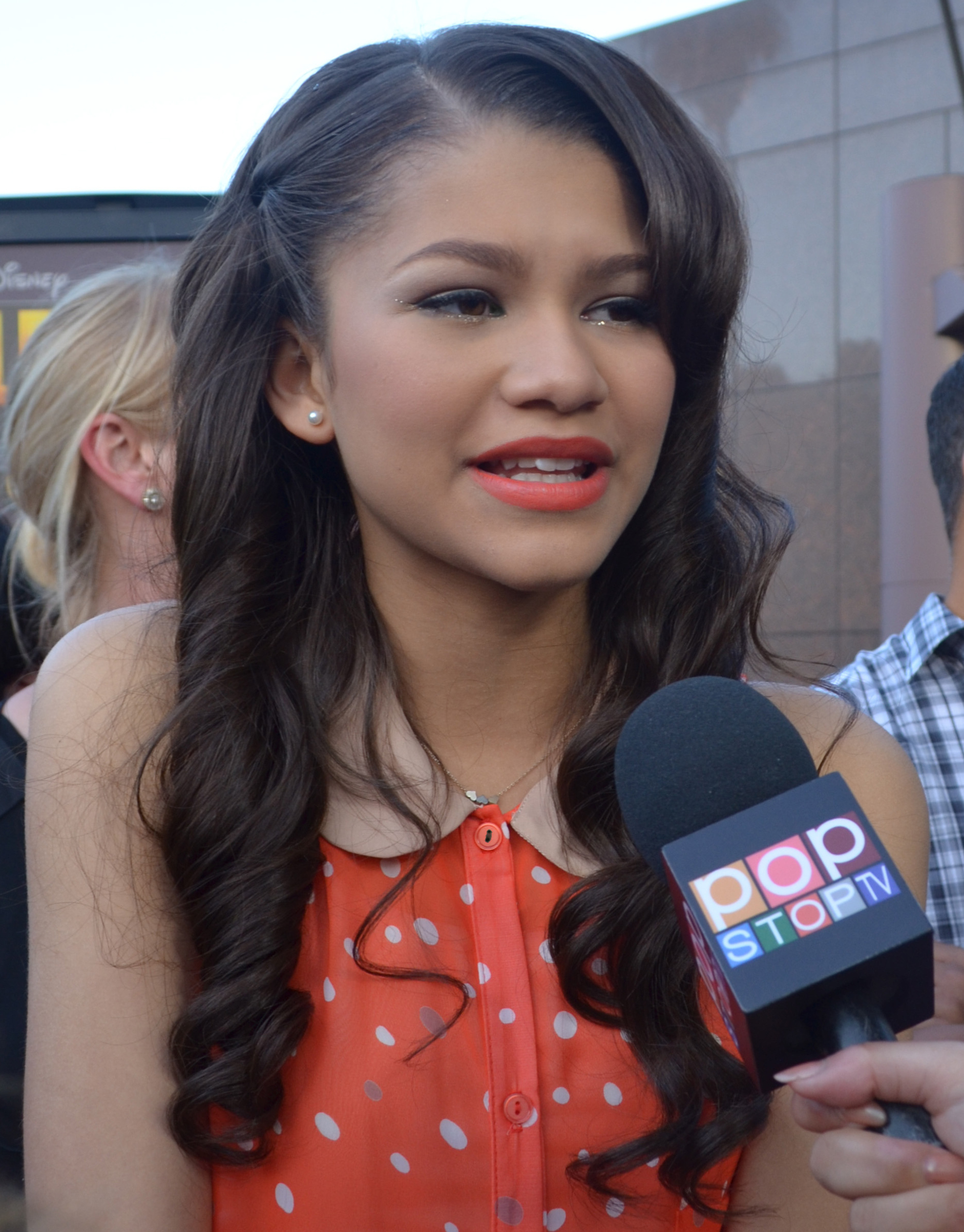
Zendaya Coleman
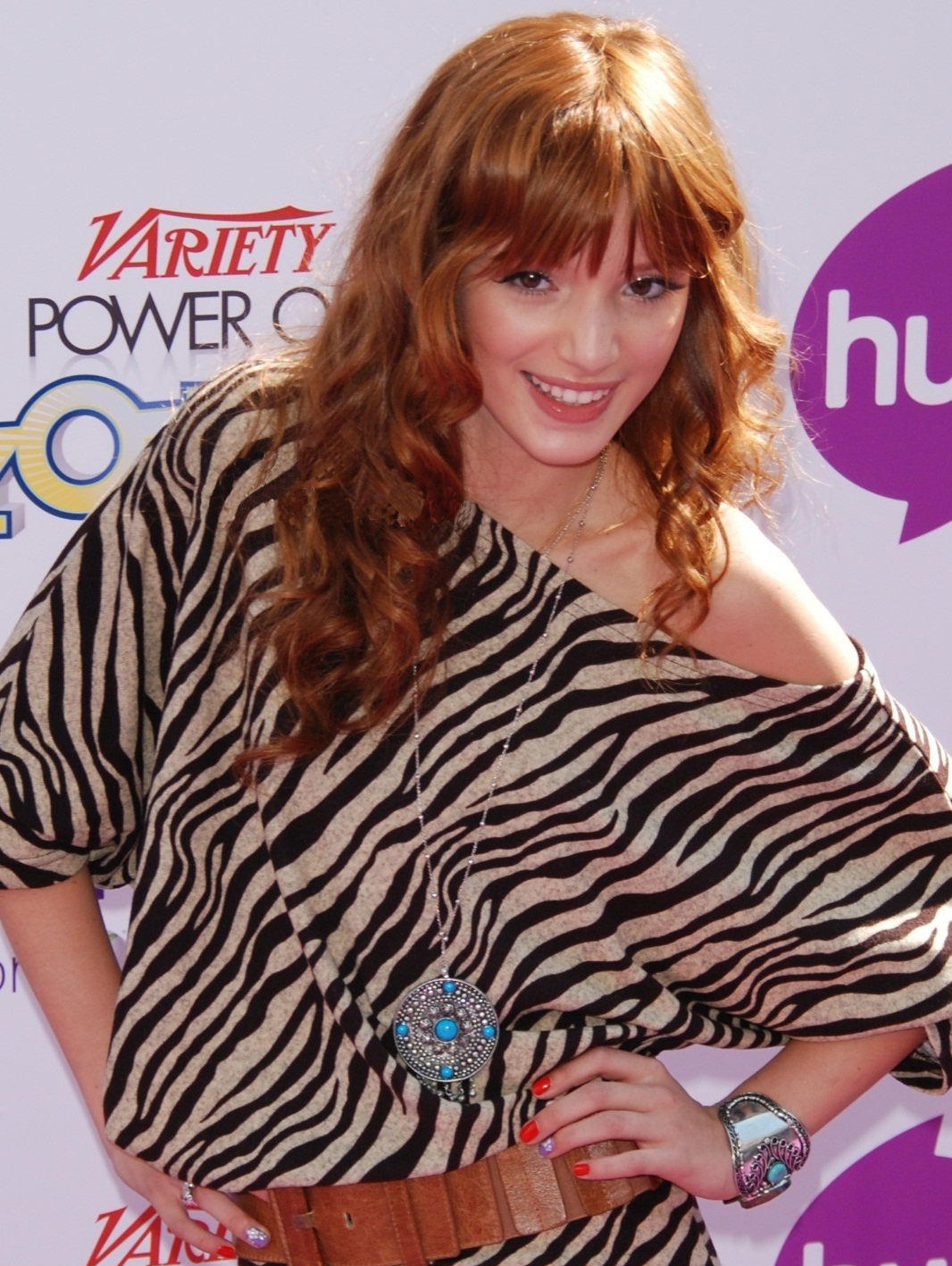
Bella Thorne
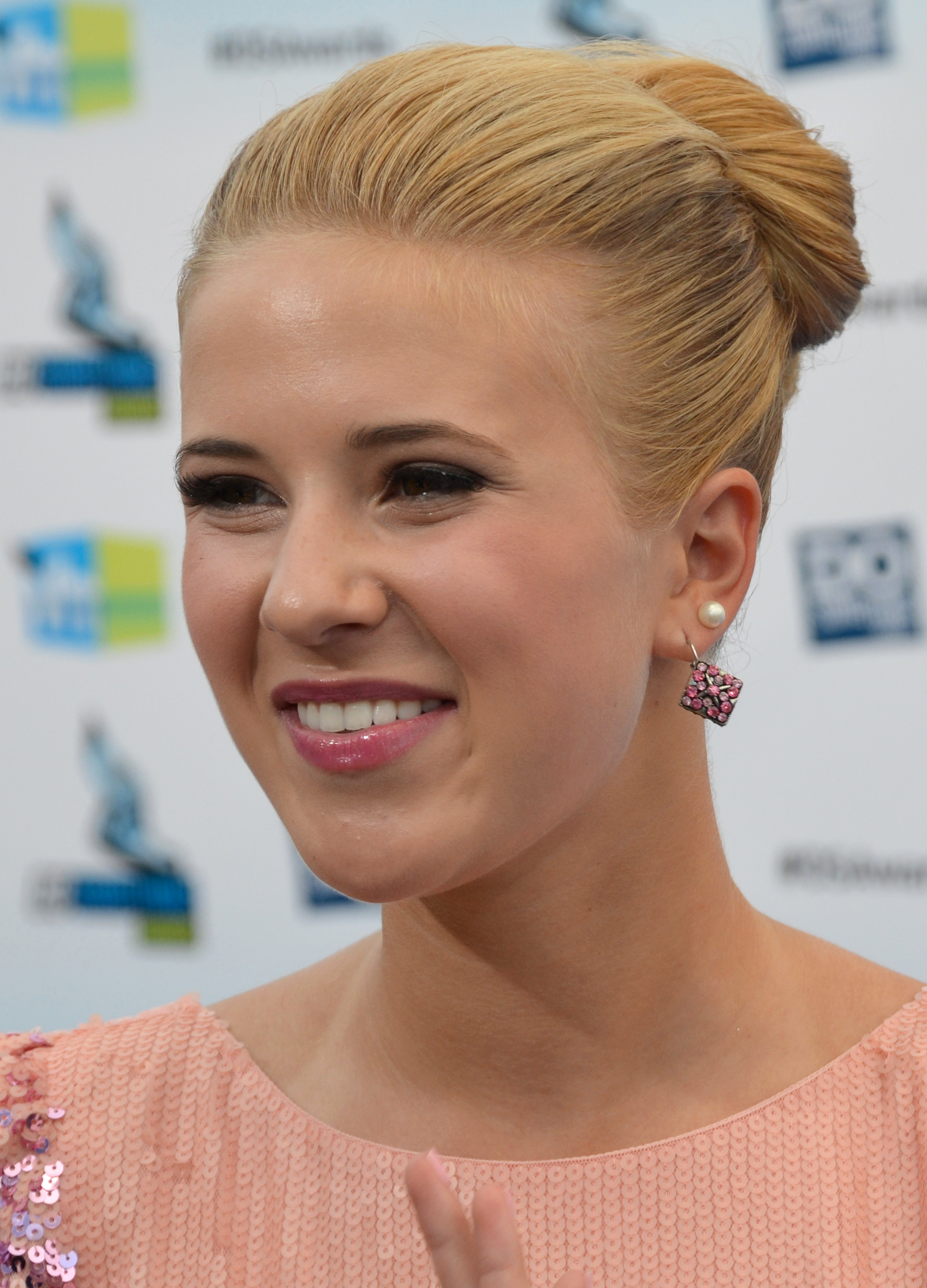
Caroline Sunshine
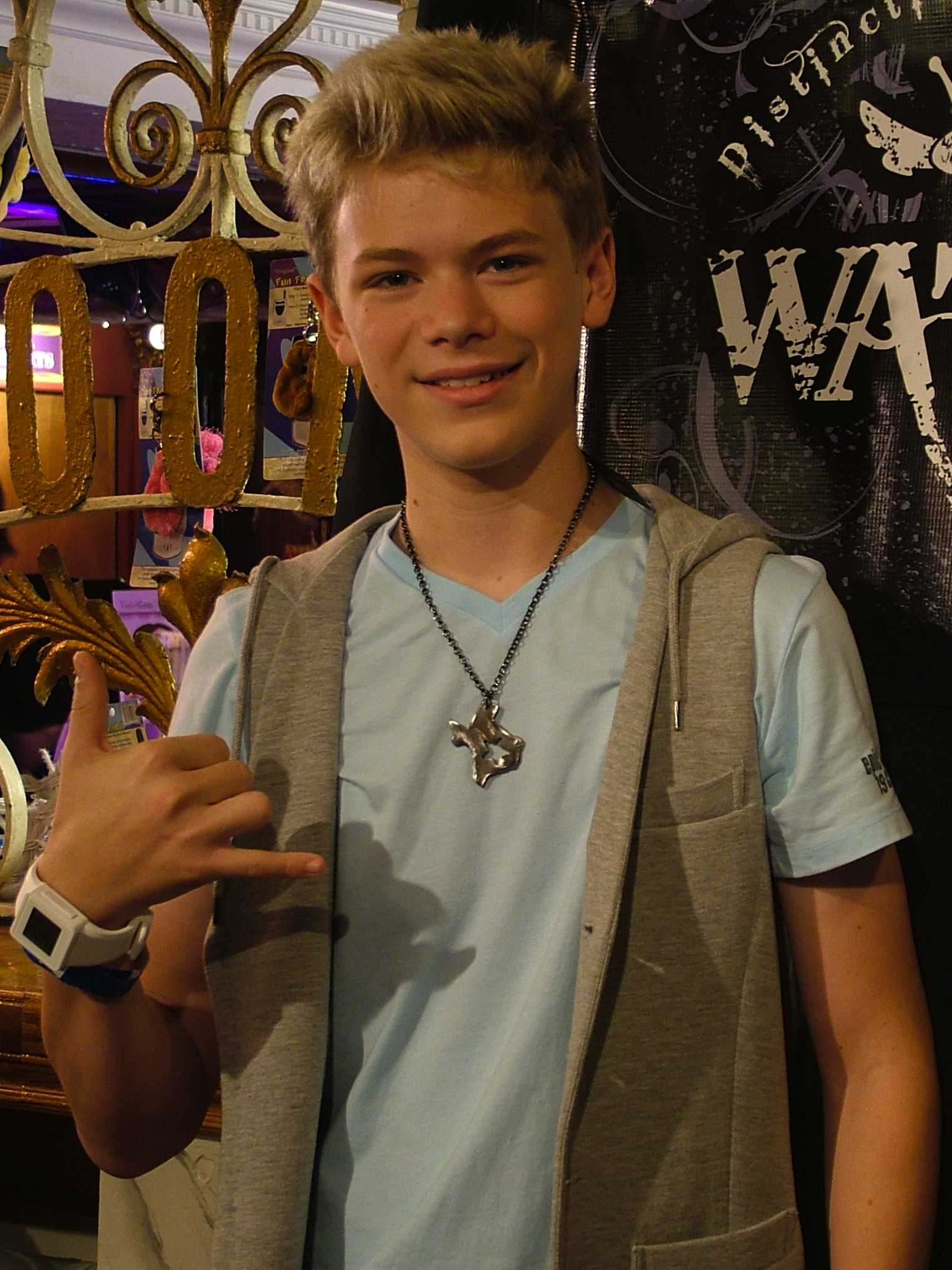
Kenton Duty

### Acteurs secondaires
- R. Brandon Johnson (VFB : Jean-Marc Delhausse) : Gary Wilde (saisons 1-2 et 2 épisode de la saison 3)
- Anita Barone : Georgia Jones
- Carla Renata (VFB : Dominique Wagner) : Marcie Blue
- Anthony Moussu : Liam Borris
- Phil Morris : Curtis Blue (saison 2-3)
- Buddy Handleson : Henry Dillon (saison 1-2)
- Ainsley Bailey : Dina Garcia
- Leo Howard : Logan Hunter (saison 3)
- Anthony Starke : Jeremy Hunter (saison 3)
- Jonathan Chase (VFB : Bruno Mullenaerts) : Phil (saison 3)
- Tyra Banks (VFB : Micheline Tziamalis) : Mlle Burke (invitée saisons 2 et 3)
Version française
  - Société de doublage : Dubbing Brothers
  - Direction artistique : Jean-Pierre Denuit
  - Adaptation des dialogues : Michel Berdah

Source VF : RS Doublage et Doublage Série Database

## Épisodes
| Saison | Saison | Épisodes | États-Unis        | États-Unis       |
| Saison | Saison | Épisodes | Début             | Fin              |
| ------ | ------ | -------- | ----------------- | ---------------- |
|        | 1      | 21       | 7 novembre 2010   | 21 août 2011     |
|        | 2      | 31       | 18 septembre 2011 | 17 août 2012     |
|        | 3      | 26       | 14 octobre 2012   | 10 novembre 2013 |

### Saison 1 (2010)
| No | #  | Titre français                | Titre original      | Diffusion originale | Code prod. |
| -- | -- | ----------------------------- | ------------------- | ------------------- | ---------- |
| 1  | 1  | Les auditions                 | Start It Up         | 7 novembre 2010     | 101        |
| 2  | 2  | Le premier compte en banque   | Meatball It Up      | 14 novembre 2010    | 102        |
| 3  | 3  | Le marathon de danse          | Give It Up          | 21 novembre 2010    | 103        |
| 4  | 4  | Concentration !               | Add It Up           | 28 novembre 2010    | 105        |
| 5  | 5  | Les inséparables              | Kick It Up          | 5 décembre 2010     | 107        |
| 6  | 6  | Mon idole et un Menteur       | Age It Up           | 12 décembre 2010    | 108        |
| 7  | 7  | Une fête décevante            | Party It Up         | 19 décembre 2010    | 106        |
| 8  | 8  | Prêtes à tout pour rester     | Hook It Up          | 9 janvier 2009      | 102        |
| 9  | 9  | Rebelle                       | Wild It Up          | 16 janvier 2011     | 110        |
| 10 | 10 | Amour et Diament              | Match It Up         | 23 janvier 2011     | 111        |
| 11 | 11 | Quel talent !                 | Show It Up          | 13 février 2011     | 112        |
| 12 | 12 | Chaud devant !                | Heat It Up          | 20 février 2011     | 109        |
| 13 | 13 | Concours de beauté            | Glitz it Up         | 6 mars 2011         | 113        |
| 14 | 14 | Mauvais conseils              | Hot Mess It Up      | 20 mars 2011        | 114        |
| 15 | 15 | Les meilleures amies du monde | Reunion It Up       | 10 avril 2011       | 116        |
| 16 | 16 | Course d'obstacles            | Sweat It Up         | 1er mai 2011        | 117        |
| 17 | 17 | Fête chez les Hessenheffer    | Vatalihootsit It Up | 12 juin 2011        | 118        |
| 18 | 18 | Rocky part pour New York      | Model It Up         | 17 juin 2011        | 115        |
| 19 | 19 | Anniversaire                  | Twist It Up         | 10 juillet 2011     | 119        |
| 20 | 20 | C'est les vacances !          | Break It Up         | 17 juillet 2011     | 121        |
| 21 | 21 | Grippe en série               | Throw It Up         | 21 août 2011        | 120        |

### Saison 2 (2011-2012)
| No     | #      | Titre français                                                                           | Titre original                                                        | Diffusion originale | Code prod. |
| ------ | ------ | ---------------------------------------------------------------------------------------- | --------------------------------------------------------------------- | ------------------- | ---------- |
| 22     | 1      | Une psy pas comme les autres                                                             | Shrink It Up                                                          | 18 septembre 2011   | 203        |
| 23     | 2      | Trois c'est trop                                                                         | Three's A Crowd It Up                                                 | 25 septembre 2011   | 206        |
| 2425   | 34     | Dans les airs - 1re partieDans les airs - 2e partie                                      | Shake It Up, Up And Away - Part IShake It Up, Up And Away - Part II   | 2 octobre 2011      | 201202     |
| 26     | 5      | Apparences trompeuses                                                                    | Beam It Up                                                            | 9 octobre 2011      | 204        |
| 27     | 6      | Médecins de père en fille                                                                | Doctor It Up                                                          | 23 octobre 2011     | 205        |
| 28     | 7      | La mauvaise critique                                                                     | Review It Up                                                          | 6 novembre 2011     | 210        |
| 29     | 8      | S.O.S. chorégraphe                                                                       | Double Pegasus It Up                                                  | 13 novembre 2011    | 207        |
| 30     | 9      | Il faut sauver Miss Nancy                                                                | Auction It Up                                                         | 20 novembre 2011    | 211        |
| 31     | 10     | Professeurs de danse en herbe                                                            | Camp It Up                                                            | 27 novembre 2011    | 213        |
| 32     | 11     | Joyeux Noël                                                                              | Jingle It Up                                                          | 11 décembre 2011    | 212        |
| 33     | 12     | Mensonge                                                                                 | Apply It Up                                                           | 8 janvier 2012      | 215        |
| 34     | 13     | Chacun pour soi                                                                          | Split It Up                                                           | 22 janvier 2012     | 208        |
| 35     | 14     | Une fan trop collante                                                                    | Copy Kat It Up                                                        | 19 février 2012     | 219        |
| 36     | 15     | Rocky contre Cece !                                                                      | Egg It Up                                                             | 26 février 2012     | 209        |
| 37     | 16     | Procès en direct                                                                         | Judge It Up                                                           | 11 mars 2012        | 214        |
| 38     | 17     | Amour pour toujour                                                                       | Parent Trap It Up                                                     | 25 mars 2012        | 218        |
| 39     | 18     | Vengance et punition                                                                     | Weird It Up                                                           | 1er avril 2012      | 217        |
| 40     | 19     | Le fantôme du studio                                                                     | Whodunit Up?                                                          | 15 avril 2012       | 221        |
| 41     | 20     | Opération souterraine                                                                    | Tunnel It Up                                                          | 13 mai 2012         | 216        |
| 42     | 21     | La manifestation                                                                         | Protest It Up                                                         | 20 mai 2012         | 220        |
| 43     | 22     | La rupture                                                                               | Wrestle It Up                                                         | 3 juin 2012         | 222        |
| 44     | 23     | La vérité qui blesse                                                                     | Reality Check It Up                                                   | 10 juin 2012        | 226        |
| 45     | 24     | Retour vers les années 50                                                                | Rock and Roll It Up                                                   | 1er juillet 2012    | 225        |
| 46     | 25     | Garde à vous !                                                                           | Boot It Up                                                            | 15 juillet 2012     | 227        |
| 47     | 26     | Une soirée pyjama glaciale                                                               | Slumber It Up                                                         | 29 juillet 2012     | 223        |
| 48     | 27     | Surprise !                                                                               | Surprise It Up                                                        | 5 août 2012         | 224        |
| 49     | 28     | La honte en direct                                                                       | Embarrass It Up                                                       | 12 août 2012        | 228        |
| 505152 | 293031 | Voyage au Japon ! - 1re partieVoyage au Japon ! - 2e partieVoyage au Japon ! - 3e partie | Made In Japan - Part IMade In Japan - Part IIMade In Japan - Part III | 17 août 2012        | 229230231  |

### Saison 3 (2012-2013)
| No | #  | Titre français                         | Titre original           | Diffusion originale | Code prod. |
| -- | -- | -------------------------------------- | ------------------------ | ------------------- | ---------- |
| 53 | 1  | Au Feu !                               | Fire It Up               | 14 octobre 2012     | 301        |
| 54 | 2  | A la recherche de mon prince charmant. | Funk It Up               | 28 octobre 2012     | 302        |
| 55 | 3  | Tous en piste !                        | Spirit It Up             | 4 novembre 2012     | 303        |
| 56 | 4  | En quarantaine                         | Lock It Up               | 11 novembre 2012    | 304        |
| 57 | 5  | L'esprit de Noël                       | Merry Merry It Up        | 2 décembre 2012     | 306        |
| 58 | 6  | Livrés à eux-mêmes                     | Home Alone It Up         | 9 décembre 2012     | 305        |
| 59 | 7  | Nouvelle famille                       | Oh Brother It Up         | 13 janvier 2013     | 307        |
| 60 | 8  | Un peu de volonté                      | Quit It Up               | 27 janvier 2013     | 308        |
| 61 | 9  | Privée de Shake It Up                  | Ty It Up                 | 17 février 2013     | 309        |
| 62 | 10 | Le relooking                           | My Fair Librarian It Up  | 24 février 2013     | 310        |
| 63 | 11 | S.O.S. Teinturier                      | Clean It Up              | 10 mars 2013        | 311        |
| 64 | 12 | Le mariage                             | I Do It Up               | 17 mars 2013        | 312        |
| 65 | 13 | À nouveau en piste !                   | Forward & Back It Up     | 24 mars 2013        | 313        |
| 66 | 14 | Le sortilège                           | Switch It Up             | 7 avril 2013        | 317        |
| 67 | 15 | Tensions sentimentales                 | Love & War It Up         | 28 avril 2013       | 316        |
| 68 | 16 | L'affaire est dans le sac              | In The Bag It Up         | 12 mai 2013         | 314        |
| 69 | 17 | Le cerveau en ébullition               | Brain It Up              | 2 juin 2013         | 315        |
| 70 | 18 | James et Cece                          | Opposites Attract it up  | 23 juin 2013        | 318        |
| 71 | 19 | Médium                                 | Psych It Up              | 14 juillet 2013     | 319        |
| 72 | 20 | 22 ans plus tard                       | Future It Up             | 18 juillet 2013     | 320        |
| 73 | 21 | Si on échangeait nos maisons           | Oui Oui It Up            | 4 août 2013         | 323        |
| 74 | 22 | On n'a pas 16 ans tous les jours       | My Bitter 16 Sweet It Up | 25 août 2013        | 325        |
| 75 | 23 | Tension maximale                       | Stress It Up             | 15 septembre 2013   | 322        |
| 76 | 24 | Adieu, Shake It Up                     | Loyal It Up              | 29 septembre 2013   | 324        |
| 77 | 25 | Méga-adulte-ween                       | Haunt It Up              | 6 octobre 2013      | 321        |
| 78 | 26 | Ne m'oublie pas                        | Remember Me              | 10 novembre 2013    | 326        |

Le 25 juillet 2013, Disney Channel a confirmé que Shake It Up prendrait fin après sa troisième saison. La finale de la série a été diffusée le 10 novembre 2013 sur Disney Channel aux États-Unis.
- Shake It Up: Dance Dance ;
- Shake It Up: Live 2 Dance ;
- Shake It Up: I Love Dance.

EP
- Shake It Up: Made in Japan

## Personnages

### Personnages principaux
Cecilia “CeCe” Jones
CeCe est la meilleure amie de Rocky et l'une des deux actrices principales de la série. C'est une fille amusante, talentueuse, égocentrique, pleine d'ambition. Elle peut être très bête comme intelligente, et faire des choses invraisemblables. Elle fait très attention à son apparence. Elle passe l'audition de Shake it up Chicago qu'elle rate. Elle finit par y entrer grâce à Rocky. CeCe a de mauvaises notes à l'école à cause de sa dyslexie, sujet abordé dans « CeCe s'emmêle les pinceaux » où l'on apprend que cette maladie la gêne pour danser. Elle n'en avait pas parlé à Rocky par honte. Ses parents sont divorcés et elle a un petit frère du nom de Flynn. CeCe devient la petite amie de Gunther qui n’est plus présent dans la saison 3.
Raquel “Rocky” Oprah Blue
Rocky est la meilleure amie de CeCe et l'une des deux actrices principales de la série. C'est une fille très intelligente et généreuse. Contrairement à sa meilleure amie CeCe, elle se soucie de son intelligence plutôt que de son apparence, bien qu'elle prenne tout de même soin d'elle. Elle passe l'audition de Shake It Up Chicago, qu'elle réussit. Elle adore la danse mais son père aimerait qu'elle devienne docteur, tout comme lui. Dans l'épisode « Rocky la rebelle », Rocky plastifie le bureau de la principale adjointe pour montrer qu'elle n'est pas « si studieuse que ça ». Elle est végétarienne, mais dans l'épisode « Le premier compte en banque », elle finit par manger une boulette de viande géante. Beaucoup de personnes l'apprécient, mais certains la trouvent trop studieuse et égocentrique. Dans l'épisode spécial Noël, on découvre que son 2e prénom est Oprah. Durant l'épisode 15 de la saison 3, elle embrassera le presque demi-frère de CeCe, Logan.
Tyler “Ty” Blue
Ty est le frère aîné de Rocky, qui souhaite devenir rappeur. Bien que danseur qualifié, il ne tente pas sa chance à Shake It Up Chicago, affirmant qu'il ne danse que pour « la femme », ou pour ses clips quand il sera devenu rappeur. Sa personnalité est sarcastique, et il se décrit lui-même comme un homme à femmes. Lui et Deuce sont souvent vus ensemble, ils se taquinent et blaguent entre eux. Dans l'épisode « CeCe s'emmêle les pinceaux », Ty et Tinka sortent ensemble. Cette relation ne veut au début rien dire pour Ty qui a été payé pour sortir avec Tinka mais à la fin de cette soirée, où ils ont appris à se connaître, Ty envisage de sortir avec elle, mais Tinka trouve qu'ils n'ont pas assez de points en communs. Dans un épisode où on les voit dans le futur, ils reparleront de leur relation et commenceront à sortir ensemble. Dans la saison 3, il devient le présentateur de Shake It Up Chicago.
Flynn Jones
Flynn est le petit frère de CeCe. Avec un très grand appétit pour le bacon, il est très mature pour son âge. Il est malin, farceur et sait très bien se servir des gens pour obtenir ce qu'il veut. Ses activités préférées sont manger du bacon et faire tourner sa sœur en bourrique. Il a un faible pour Rocky, à qui il va déclarer sa flamme dans l'épisode 16 de la saison 1 « Rocky part pour New York » : il lui dit que si Rocky partait pour New York, c'est un peu comme s'il perdait sa sœur préférée et qu'elle allait beaucoup lui manquer. Dans un épisode pour Noël, on aborde la voix d'ange de Flynn avec la famille de Deuce.
Martin “Deuce” Martinez
Deuce est l'ami de toujours de Rocky et CeCe. Il est un vendeur de qualité et sa marchandise, peu légale, se trouve sous sa veste. Deuce est le meilleur ami de Ty. Sa petite amie est Dina Garcia, grâce à CeCe qui les a fait se rencontrer dans l'épisode « La marieuse ». Il garde souvent Flynn avec Ty. Eux deux sont souvent vus ensemble dans la plupart des épisodes et la plupart du temps ils se taquinent et blaguent entre eux. Il a une famille très élargie.
Gunther Hessenheffer (Saison 1 et 2)
Gunther est le frère jumeau de Tinka : ils sont venus à Chicago grâce à un programme d'échange d'étudiants de première année entre Chicago et un pays montagneux. Lui et sa sœur sont « amis-ennemis » avec Rocky et CeCe au collège et comme danseurs dans l'émission Shake It Up Chicago. Ayant un accent distinctif, les Hessenheffer portent des vêtements extravagants et très scintillants. On apprend dans un épisode que leur mère faisait partie de la famille royale, mais qu'elle a préféré épouser un boucher plutôt que d'accéder au trône. CeCe finit par devenir la petite amie de Gunther, poussée par Rocky. Il n'est plus présent dans la saison 3.
Tinka Hessenheffer
Tinka est la sœur jumelle de Gunther : ils sont venus à Chicago grâce à un programme d'échange d'étudiants de première année entre Chicago et un pays montagneux. Elle et son frère sont « amis-ennemis » avec Rocky et CeCe au collège et comme danseurs dans l'émission Shake It Up Chicago, seulement, au fil des épisodes elle commence à se lier d'amitié avec elles. Tinka semble avoir le béguin pour Ty. Apparemment elle les connaît depuis le moment où CeCe est devenue bonne amie avec Rocky. Dans l'épisode « C'est les vacances ! » on apprend qu'elle est très mauvaise perdante. Lorsque Gunther s'en va et n'est plus présent dans la saison 3, elle devient beaucoup plus proche de CeCe et Rocky ce qui ne l'empêche pas de garder le même comportement et de les critiquer. Elle sait faire de magnifiques pièces montées.

### Personnages secondaires
Gary Wilde
Il est le présentateur de l'émission de danse Shake It Up Chicago. Il est attiré par les séances de photos et conduit une Mini Cooper rouge et noire. Quand il a besoin de quelque chose, il demande à CeCe et Rocky, mais ne leur rend jamais la pareille. Il est radin et ne pense qu'à lui. Il déborde d'énergie, et quand il fait son travail, il le fait sérieusement. Il a une mamie réfléchie qui a toujours plein d'histoire à raconter sur une ancienne émission où elle dansait avec sa meilleure amie, l'émission s'appelait : « American jukebox ». Il revient vers la fin de la saison 3. Ty sera son remplaçant.
Georgia Jones
C'est la mère de CeCe et Flynn, elle est policière. Elle est divorcée du père de CeCe et de Flynn. Elle fait très peu (ou même pas du tout) la cuisine et est souvent très absente à la maison. Elle va faire la connaissance d'un beau jeune homme du nom de Jérémy, le père de Logan.
Marcie Blue
C'est la mère de Ty et de Rocky, elle possède deux salons de coiffure. Elle fait très bien la cuisine.
Curtis Blue
C'est le père de Rocky et de Ty. Il a voulu que Rocky arrête la danse et que Ty ne commence pas sa carrière de rappeur, car son père à lui était docteur, et il veut que ses enfants en soient aussi. Mais grâce à CeCe et aux talents montrés par ses deux enfants, il change d'avis.
Henry Dillon
À sa première apparition, il était un professeur de mathématiques pour aider CeCe et devint plus tard un ami de Flynn. Il est diplômé d'université, de prédroit et de prémédecine, bien qu'il ait l'âge de Flynn. Il très faible physiquement et s'est fait battre par une fille du nom de Sally Van Buren (aussi mentionnée et vue dans l'épisode 13) ; c'est pour cela qu'il décide de faire du karaté avec Flynn dans un épisode. Il remplace le professeur de Flynn au cours d'un autre épisode.
Dina Garcia
Elle est la petite amie de Deuce. Elle est immensément riche mais se révèle être une adolescente simple. Elle est d'origine espagnole. Comme indiqué dans « La marieuse », son père est le propriétaire du centre commercial local mais elle veut juste être comme toute personne normale, comme le montre l'épisode de son anniversaire où elle ne souhaite pas de grande fête mais plutôt une petite soirée avec ses amis. Son père est surprotecteur quand elle rencontre un garçon. Révélé dans « Joyeux Noël », son deuxième prénom est Carole et on découvre qu'elle ne sait pas chanter.
Logan Hunter (saison 3)
Il a failli devenir le demi-frère de CeCe, car la mère de cette dernière devait se marier dans la saison 3 avec Jeremy Hunter, son père. Finalement, ils décidèrent de ne pas se marier. Avant ce mariage, CeCe connaissait déjà Logan, mais ils se détestaient car Cece avait travaillé avec Logan qui l'a virée parce qu'elle faisait tout de travers. Rocky l'embrasse sur la joue lorsqu'elle lui apprend à danser un slow et lui l'embrasse en retour. Plus tard, Logan et Rocky sortiront ensemble. Dans un épisode, on découvre qu'il deviendra le mari de CeCe.

## Commentaires
- C'est Selena Gomez qui chante la chanson du générique Shake It Up.
- La série a connu un tel succès aux États-Unis que les producteurs américains de Disney Channel (Mark Salith et Bike St. Jessie) ont décidé d'adapter la série en long-métrage de 90 minutes. Shake It Up 'Made in Japan' a été diffusé en 2012.
- Dans la version originale, tous les titres d'épisodes contiennent les mots « It Up ».
- Bella Thorne est réellement dyslexique, tandis que Zendaya est réellement végétarienne.
- Roshon Fegan participe entre mars et mai 2012 à la saison 14 de Dancing with the Stars sur ABC (chaîne du groupe Disney).
- Dans le dernier épisode de la saison 3 (« Ne M’oublie Pas... » / « Remember Me »), on entend la chanson « Remember Me » de Zendaya.
- En 2015, Disney Channel India a décliné la série Shake It Up ainsi que les séries Jessie, Bonne chance Charlie et La Vie de palace de Zack et Cody en version indienne sous les noms Shake It Up, Oye Jassie!, Best of Luck Nikki et The Suite Life of Karan and Kabir[5].